# Усть-Лабінський район
Усть-Лабінський район розташований в центральній частині Краснодарського краю. На півдні район межує з Адигеєю. Адміністративний центр — місто Усть-Лабінськ.
Площа району — 1511 км². Площа ріллі — 116 тис. га. Багатогалузеве землеробство, тваринництво.

## Адміністративний поділ
Територія Усть-Лабінського району складається з: 
- 1 міського поселення
  - Усть-Лабінське міське поселення — центр місто Усть-Лабінськ
- 14 сільських поселень
  - Александрівське сільське поселення — центр хутір Александрівський
  - Братське сільське поселення — центр хутір Братський
  - Вимовське сільське поселення — центр селище Вимовець
  - Воронезьке сільське поселення — центр станиця Воронезька
  - Восточне сільське поселення — центр станиця Восточна
  - Двубратське сільське поселення — центр селище Двубратський
  - Желєзне сільське поселення — центр хутір Желєзний
  - Кірпільське сільське поселення — центр станиця Кірпільська
  - Ладозьке сільське поселення — центр станиця Ладозька
  - Ленінське сільське поселення — центр хутір Безлєсний
  - Некрасовське сільське поселення — центр станиця Некрасовська
  - Новолабінське сільське поселення — центр станиця Новолабінська
  - Суворовське сільське поселення — центр село Суворовське
  - Тенгінське сільське поселення — центр станиця Тенгінська

Загалом на території району розташовано 37 населених пунктів.